# Gino Bottiglioni
Gino Bottiglioni (* 15. September 1887 in Carrara; † 17. Mai 1963 in Bologna) war ein italienischer Romanist, Latinist, Indogermanist, Italianist und Dialektologe.

## Leben
Bottiglioni studierte an der Universität Pisa Sprachwissenschaft bei Clemente Merlo und schloss 1910 ab, ging aber dann noch für ein Jahr zu Pio Rajna und Ernesto Giacomo Parodi an die Universität Florenz. Bis 1926 war er Gymnasiallehrer. Von 1927 bis 1928 lehrte er an der Universität Cagliari Vergleichende Grammatik der klassischen und romanischen Sprachen. Von 1928 bis 1937 war er an der Universität Pavia Professor für Vergleichende Geschichte der klassischen Sprachen. Schließlich übernahm er von Pier Gabriele Goidanich an der Universität Bologna den Lehrstuhl für Sprachwissenschaft, auf dem ihm 1957  Luigi Heilmann nachfolgte.

Bottiglionis bedeutendste Leistung ist der Korsische Sprachatlas (samt Wörterbuch).

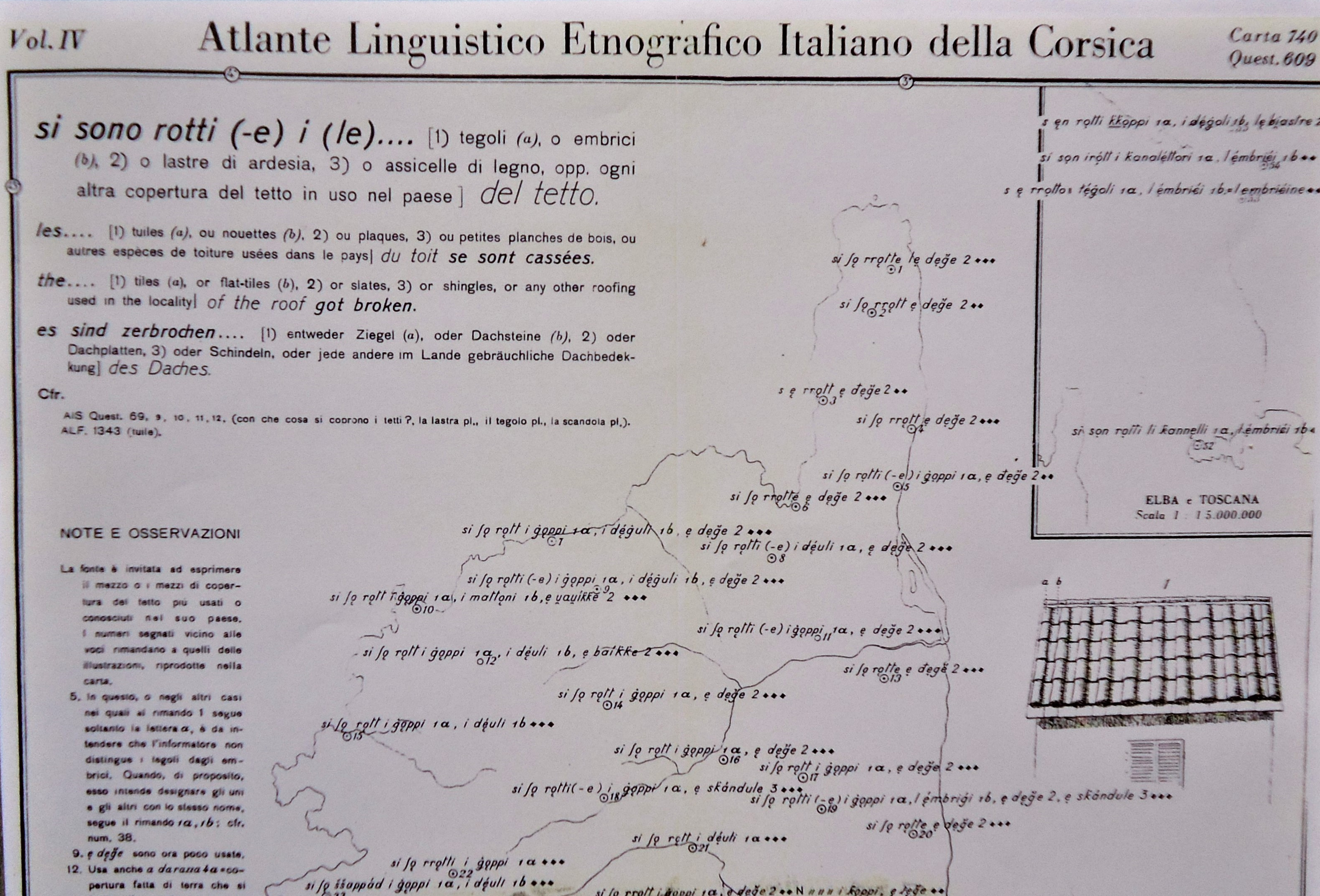
Gino Bottiglioni, Atlante Linguistico Etnografico della Corsica, disegni di Guido Colucci, vol. IV, carta 740, (particolare)

## Werke
- La lirica latina in Firenze nella seconda meta del secolo XV, Pisa 1913, Rom 1978
- Nuova grammatica italiana per uso delle scuole ginnasiali, tecniche e complementari, Palermo 1914
- Fonologia del dialetto imolese, Pisa 1919
- L'ape e l'alveare nelle lingue romanze, Pisa 1919
- Saggio di fonetica sarda, in: Studi romanzi 15, 1919, S. 1–114
- (Hrsg.) Leggende e tradizioni di Sardegna. Testi dialettali in grafia fonetica, Genf 1922, Rom 1997, Nuoro 2003
- Vita sarda, Mailand 1925; hrsg. von Giulio Paulis und Mario Atzori, Sassari 1978, 2001
- La penetrazione toscana e le regioni di Pomonte nei parlari di Corsica. Saggio di ricostruzione storico-linguistica, Pisa 1926
- Elementi prelatini nella toponomastica corsa (con una carta a colori), Pisa 1929
- Atlante linguistico etnografico italiano della Corsica, promosso dalla R. Università di Cagliari, 10 Bde., Pisa 1933–1942 (ALEIC)
- Dizionario delle parlate corse. Indice dell'Atlante linguistico etnografico italiano della Corsica (ALEIC), Modena 1952
- Manuale dei dialetti italici (Osco,Umbro e dialetti minori). Grammatica. Testi. Glossario con note etimologiche, Bologna 1954